# Hala Husni Fariz
Hala Husni Fariz, född 1955, är en palestinsk diplomat som sedan 2011 är Palestinas Sverigeambassadör.
Hon har arbetat som diplomat sedan 1978. 1995 blev hon ministerråd vid Palestinska myndighetens representation i Brasilien och fick 2006 motsvarande position vid representationen i Filippinerna. 2011 blev hon chef för Palestinska myndighetens representation i Sverige (numera Palestinas ambassad i Stockholm), och fick i praktiken ambassadörsstatus. Hon blev officiellt ambassadör efter att Sverige erkänt Staten Palestina 2014.